# Todos somos ángeles
Todos somos ángeles —estilizado: Todos somos Ángeles o TODOS SOMOS ANGELES— es el sexto álbum de estudio de la banda española de heavy metal Ángeles del Infierno y fue publicado en formato de disco compacto por Warner Music Spain el 29 de agosto de 2003.

## Grabación y publicación
Después de A cara o cruz, la banda se separó y decidieron reunirse de diez años para volver a grabar material en estudio.  Este disco fue grabado en los estudios The Little Room of the Kitchen y Tenk Productions, ubicados en la localidad de Boca Ratón, Florida, Estados Unidos en el año de 2003.  En el segundo se grabó solamente la batería y en ese mismo estudio se mezcló y masterizó el sonido de dicho instrumento. En ese mismo año se lanzó al mercado Todos somos ángeles.
El álbum incluye una versión en heavy metal de «El rey», canción de estilo mariachi compuesta por el cantautor mexicano José Alfredo Jiménez.

## Lista de canciones
Todas los temas fueron escritos por Juan Gallardo y Robert Álvarez, excepto donde se indique lo contrario.

| N.º   | Título                         | Escritor(es)         | Duración |  |
| 1.    | «Todos somos ángeles, parte 1» | Robert Álvarez       | 2:35     |  |
| 2.    | «Todos somos ángeles, parte 2» |                      | 2:24     |  |
| 3.    | «No lo sé»                     |                      | 3;12     |  |
| 4.    | «Buscando la llave»            |                      | 5:04     |  |
| 5.    | «Hijos de América»             |                      | 3:45     |  |
| 6.    | «Un sentimiento de amor»       |                      | 3:01     |  |
| 7.    | «Cae la noche»                 |                      | 3:42     |  |
| 8.    | «Shy Boy (Loco por ti)»        |                      | 3:34     |  |
| 9.    | «El rey»                       | José Alfredo Jiménez | 2:12     |  |
| 10.   | «Misterios»                    |                      | 3:06     |  |
| 11.   | «Yo sé que tú estás aquí»      |                      | 4:19     |  |
| 36:57 |                                |                      |          |  |

## Créditos

### Ángeles del Infierno
- Juan Gallardo — voz
- Robert Álvarez — guitarra líder y coros
- Guillermo Pascual — guitarra rítmica y teclados
- Gustavo Santana — guitarra rítmica, bajo y coros
- Rafael Delgado — batería

### Personal de producción
- Stephen Galfas — productor, ingeniero de sonido y mezclador
- Phil Plaskon — ingeniero de sonido
- Bob Parren — masterización
- Dave Donnelly — masterización adicional
- Robert Álvarez — diseño de arte de portada
- SupraGlobal — diseño de arte de portada